# 中編小説
中編小説・中篇小説（ちゅうへんしょうせつ、英語: novella）は、文学形式の一つ。長編小説、短編小説に対して用いられる語であり、短編小説より長く長編小説ほど長くはない作品を指す。日本ではおおよそ原稿用紙100枚以上300枚未満の長さを指し、米国では例えばInternational Association of Professional Writers & Editorsが17,500文字から40,000文字までと定義している。ただし、公式な定義ではなく、『ライター』誌では2021年10月の記事で「約2万から5万文字まで」としている。
明確な基準がなく、長編小説や短編小説との境界線は曖昧である。一篇で1冊以上の分量となる場合はおおむね長編小説と呼ばれるが、これもレイアウトや文字サイズ、ページ数によって分量が大幅に変わるため、基準と呼べるほど確かなものではない。例えば村上春樹のデビュー作である『風の歌を聴け』は、分量的には中編であるが、単独で単行本化され、長編小説と扱われることもある。また、中公文庫で単独刊行されている北杜夫『少年』に至っては、むしろ短編と呼んでもおかしくない分量である。通常の字組みで200頁（原稿用紙350枚程度）であれば単独または短編1編を加え、フィルアップして単行本化されるケースが多いため、一つの境界線とも考えうるが、これを超えながら短編4つと組み合わせて単行本化された安東能明『出署せず』は、文庫解説で中篇と称されている。一方で、同作より若干短いが200頁は超えている横溝正史『本陣殺人事件』は、おおむね長編と呼ばれ続けている。短編との区別はさらに難しく、かつては400字詰原稿用紙100枚を境界線とする考え方もあったようだが（これだと3～4篇で単行本1冊を作れる）、近年は単行本の長大化にともなってこれが一般的に上方移動の傾向にあると思われる。長編と中編の境界線が微妙な作家の代表例は江戸川乱歩であり、同じ字組の文庫本で『パノラマ島奇談』が116頁、『陰獣』が119頁、『ペテン師と空気男』が123頁、『地獄の道化師』が133頁であるが、最後のものだけを長編と呼ぶ形で線が引かれることが一般的である。
芥川賞は短編のみならず、中編も対象としている。